# Dyavanahalli, Channarayapatna
Dyavanahalli là một làng thuộc tehsil Channarayapatna, huyện Hassan, bang Karnataka, Ấn Độ.